# لائو سک فانگ
لائو سک فانگ (انگلیسی: Lau Sek Fong؛ زادهٔ ) یک بازیکن تنیس روی میز اهل جمهوری خلق چین بود که در مسابقات کشوری و بین‌المللی در مجموع برنده ۲ مدال طلا شده‌است.